# Setacera trichoscelis
Setacera trichoscelis är en tvåvingeart som beskrevs av Wayne N. Mathis 1982. Setacera trichoscelis ingår i släktet Setacera och familjen vattenflugor. Inga underarter finns listade i Catalogue of Life.